# アブストラクトゲーム
アブストラクトゲーム (Abstract Games) とは、ゲームの分類の1つで、名前通り抽象的（アブストラクト）で、元となった現実の出来事（テーマ）などとゲームの内容とが余り関係のないものになっている（高度に抽象化されている）ゲーム、あるいは具体的なテーマが全く存在しないゲームを指すことが多かった。
現在では、以下の条件を満たすものに使われる用語となっている。
- 偶然が関与しない。
- ゲーム内の全ての情報が公開されている（完全情報ゲーム）。
- ルールが明解で解釈の余地はない。

こうした条件のゲームは、特にその数学的な性質から二人零和有限確定完全情報ゲームとほぼ同義である。
例えば、人生ゲームは『これは人生ですよ』という設定がある上、ルーレットによる偶然が大きく働くためアブストラクトゲームには含まれない。
明らかに含まれるのは、リバーシ、連珠（五目並べ）・三目並べなどのm,n,k-ゲーム、囲碁、チェッカー、マンカラなどである。このようなゲームでは、敵味方の駒を区別するための色分けこそされているが、全ての駒は性能が同等となっている。二人零和有限確定完全情報ゲームという意味ではチェス、将棋もその代表例として挙げられるが、チェスや将棋では駒に種類がありそれぞれ異なる性能が与えられている（それほど抽象化されていない）ため、アブストラクトゲームに含まないと解説されることもある。
設定やストーリーはないが、特に歴史の古いものに関しては定石という勝つための研究結果が発達しているものが多い、純粋に勝敗を競うことを楽しむ遊びである。